# ブリストル郡区 (ペンシルベニア州バックス郡)
ブリストル郡区（英: Bristol Township）は、アメリカ合衆国ペンシルベニア州のバックス郡にある町（タウンシップ）。人口は5万4291人（2020年）。フィラデルフィアの北東37キロメートルにあり、ニュージャージー州の州境に接している。
バックス郡下流部の文化の中心であり、アフリカ系やラテン系の文化遺産を継承している。

## 歴史
ブリストル・タウンシップに入植がある前、地域にはデラウェア族インディアンが住んでいた。1692年にバッキンガム・タウンシップとして設立され、1702年にブリストル・タウンシップと改名された。タウンシップ内のバスにある泉が、暫く裕福なフィラデルフィア市民の間で人気だったが、ニューヨーク州のサラトガ・スプリングズの泉に人気を奪われる形になった。1831年にデラウェア運河が建設され、ブリストルと60マイル (100 km) 北にあるイーストンとが結ばれた。ブリストルは1950年代までほとんど農業の町のままだった。1952年、ウィリアム・レヴィットがその計画都市レビットタウンの建設を始めた。その一部がブリストル・タウンシップの中に入っていた。
フィニアス・ペンバートン邸は1971年にアメリカ合衆国国家歴史登録財に指定された。
軍用犬記念碑はブリストル・タウンシップ行政ビルの前にあり、2006年に除幕された。

## 地理
アメリカ合衆国国勢調査局に拠れば、領域全面積は17.2平方マイル (45 km2)であり、このうち陸地16.1平方マイル (42 km2)、水域1.1平方マイル(2.8 km2)であり、水域率は6.33%である。
ブリストル・タウンシップはアメリカ国道13号線とペンシルベニア州道413号線、ペンシルベニア・ターンパイク、州間高速道路95号線の交差する所にある。これら道路の幾つかはデラウェア川に沿ったレナペ族のインディアン道だったと言われている。このことはブリストル・タウンシップを交通の要衝にした。

## 人口動態
2010年国勢調査時点での人種別人口構成は、非ヒスパニック白人77.3%、黒人10.2%、インディアン0.2%、アジア系2.8%、混血2.8%、ヒスパニック系7.4%となっていた。
以下は2000年国勢調査による人口統計データである。
| 基礎データ - 人口: 55,521 人（2000年から9.7%成長） - 世帯数: 19,733 世帯 - 家族数: 14,503 家族 - 人口密度: 1,328.2人/km2（3,439.4 人/mi2） - 住居数: 20,486 軒 - 住居密度: 490.1軒/km2（1,269.1 軒/mi2） 人種別人口構成 - 白人: 86.13% - アフリカン・アメリカン: 8.45% - ネイティブ・アメリカン: 0.21% - アジア人: 2.14% - 太平洋諸島系: 0.04% - その他の人種: 1.55% - 混血: 1.49% - ヒスパニック・ラテン系: 3.85% 年齢別人口構成 - 18歳未満: 25.8% - 18-24歳: 8.8% - 25-44歳: 31.3% - 45-64歳: 21.4% - 65歳以上: 12.7% - 年齢の中央値: 36歳 - 性比（女性100人あたり男性の人口） - 総人口: 97.6 - 18歳以上: 94.9 | 世帯と家族（対世帯数） - 18歳未満の子供がいる: 33.6% - 結婚・同居している夫婦: 54.3% - 未婚・離婚・死別女性が世帯主: 13.4% - 非家族世帯: 26.5% - 単身世帯: 21.2% - 65歳以上の老人1人暮らし: 8.3% - 平均構成人数 - 世帯: 2.79人 - 家族: 3.26人 収入と家計 - 収入の中央値 - 世帯: 48,090米ドル - 家族: 54,308米ドル - 性別 - 男性: 38,112米ドル - 女性: 28,797米ドル - 人口1人あたり収入: 19,090米ドル - 貧困線以下 - 対人口: 7.6% - 対家族数: 5.4% - 18歳未満: 10.8% - 65歳以上: 4.5% |

## 教育
ブリストル・タウンシップの児童生徒はブリストル・タウンシップ教育学区の学校に通う。著名な公立高校はハリー・S・トルーマン高校である。